# Mariage à l'islandaise
Pour plus de détails, voir Fiche technique et Distribution.
Mariage à l'islandaise (Sveitabrúðkaup) est un film islandais réalisé par Valdís Óskarsdóttir en 2008.

## Synopsis
Un couple de futurs mariés quitte Reykjavik en bus, accompagnés de leurs invités, pour célébrer leur mariage dans une petite église située à la campagne, à une heure de route de la capitale. Mais l'église semble introuvable, et, en plus des dissensions apparaissent entre les passagers du bus,,.

## Fiche technique
- Titre : Mariage à l'islandaise
- Titre original : Sveitabrúðkaup (traduction littérale : Mariage champêtre)
- Réalisation et scénario : Valdís Óskarsdóttir. C'est le premier long métrage de fiction pour la réalisatrice Valdís Óskarsdóttir, connue notamment comme monteuse (par exemple de Festen)[2]
- Photographie : Anthony Dod Mantle
- Montage : Valdís Óskarsdóttir
- Pays : Islande
- Durée : 99 minutes
- Dates de sortie : 
  -  Islande : 28 août 2008
  -  France : 3 juin 2009
- Date de sortie DVD :  France : 25 août 2010

## Distribution
- Hreinn Beck : gars du groupe de musique
- Erlendur Eiríksson : Síði
- Ágústa Eva Erlendsdóttir : Auður
- Nína Dögg Filippusdóttir : Lára
- Gísli Örn Garðarsson : Grjóni
- Rúnar Freyr Gíslason : Sigurður Atli
- Árni Pétur Guðjónsson : Stefán
- Karl Guðmundsson : Jóhannes Karl
- Thröstur Leo Gunnarsson : Svanur
- Björn Hlynur Haraldsson : Barði
- Tinna Hrafnsdóttir : Vendeuse du kiosque
- Theodór Júlíusson (en) : Lúðvík
- Hanna María Karlsdóttir : Imba
- Kristbjörg Kjeld : Brynhildur
- Víkingur Kristjánsson : Hafsteinn
- Nanna Kristín Magnúsdóttir : Inga
- Ólafur Darri Ólafsson : Egill
- Ingvar Eggert Sigurðsson : Brynjólfur
- Sigurður Sigurjónsson : Tómas
- Herdís Þorvaldsdóttir : Silja